# Lacayo

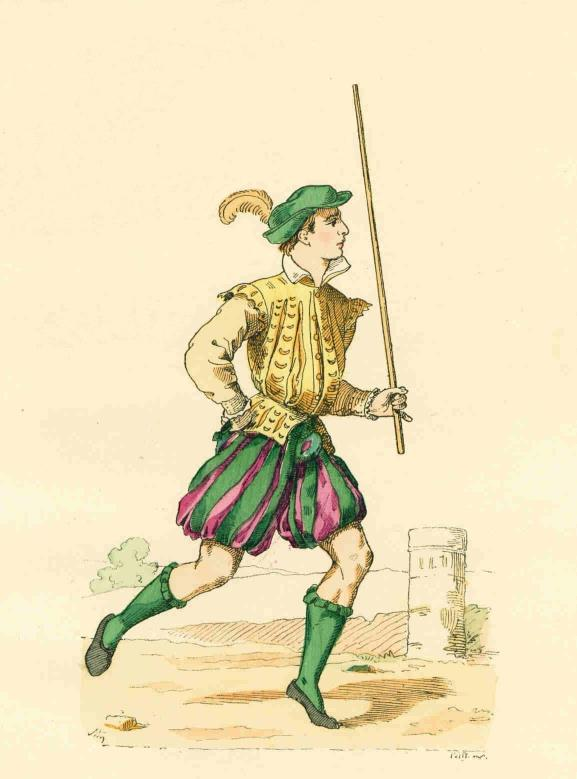
Lacayo corredor del.

Un lacayo era un tipo de criado de librea que acompañaba a pie a su señor cuando iba a caballo o en coche. También se le llamaba lacayo a cada uno de los dos soldados de a pie, armados de ballesta, que solían acompañar a los caballeros en la guerra, quienes formaban a veces cuerpos de tropa.

## Etimología
Según el Tesoro de la lengua castellana, se trataría de un vocablo alemán introducido en España con la venida del rey Felipe I, expresando que antes no se había usado. Otra versión es la que menciona Herbelot, en la que el nombre lacayo se deriva de la palabra árabe lakitsh y significa «el hijo de padres desconocidos», del cual pasó al español con la forma lacayo  y, de este, al francés como laquais. Por otra parte, en una obra publicada en París en 1777, se dice que bajo el reinado de Enrique IV se llamaban los criados en Francia naquets, nombre que devino en laquet, y luego escrito como laquais. En la primera edición del Diccionario de la lengua española se apunta a un origen del griego lakis, que significa corredor.
En Francia se les llamó a los lacayos «caballeros del arco iris» cuando iban con la librea rayada, formada por tiras paralelas de telas de diferentes colores.